# Macrocheilus taedatus
Macrocheilus taedatus is een keversoort uit de familie van de loopkevers (Carabidae). De wetenschappelijke naam van de soort werd voor het eerst geldig gepubliceerd in 1960 door Pierre Basilewsky.